# Nonards
Nonards – miejscowość i gmina we Francji, w regionie Nowa Akwitania, w departamencie Corrèze.
Według danych na rok 1990 gminę zamieszkiwały 353 osoby, a gęstość zaludnienia wynosiła 32 osoby/km² (wśród 747 gmin Limousin Nonards plasuje się na 323. miejscu pod względem liczby ludności, natomiast pod względem powierzchni na miejscu 536.).